# Tuori
Tuori è una frazione del comune di Civitella in Val di Chiana, in provincia di Arezzo.

## Geografia fisica
Il paese è situato in collina in posizione dominante rispetto alla Val di Chiana settentrionale. 

## Storia
Nel passato è stato un presidio militare della città di Arezzo. La nitida visuale sulla valle sottostante rese il castello del paese (Cassero, edificato nel XIV secolo) parte del terzo anello di una rete di fortificazioni che avevano il compito di sorvegliare su Arezzo e sulla Val di Chiana.

## Monumenti e luoghi d'interesse

### Architetture religiose
- La chiesa, di origine duecentesca, è intitolata ai SS. Giorgio e Luca.

### Architetture civili
- Il Cassero, castello usato come presidio militare e centro di comunicazione (soprattutto con la Val di Chiana senese).

## Società

### Etnie e minoranze straniere
Secondo i dati ISTAT al 1 gennaio 2024 la popolazione straniera residente era di 11 persone.
La nazionalità rappresentata è:
- Albania 11 (11% della popolazione residente).

## Galleria d'immagini

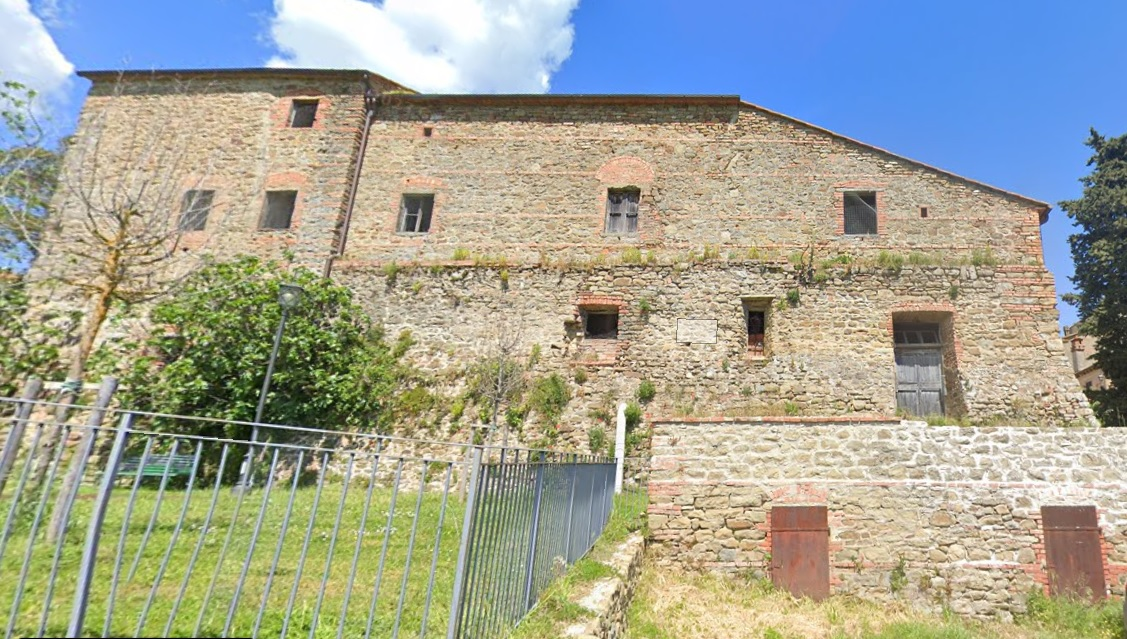
Cassero, castello del paese
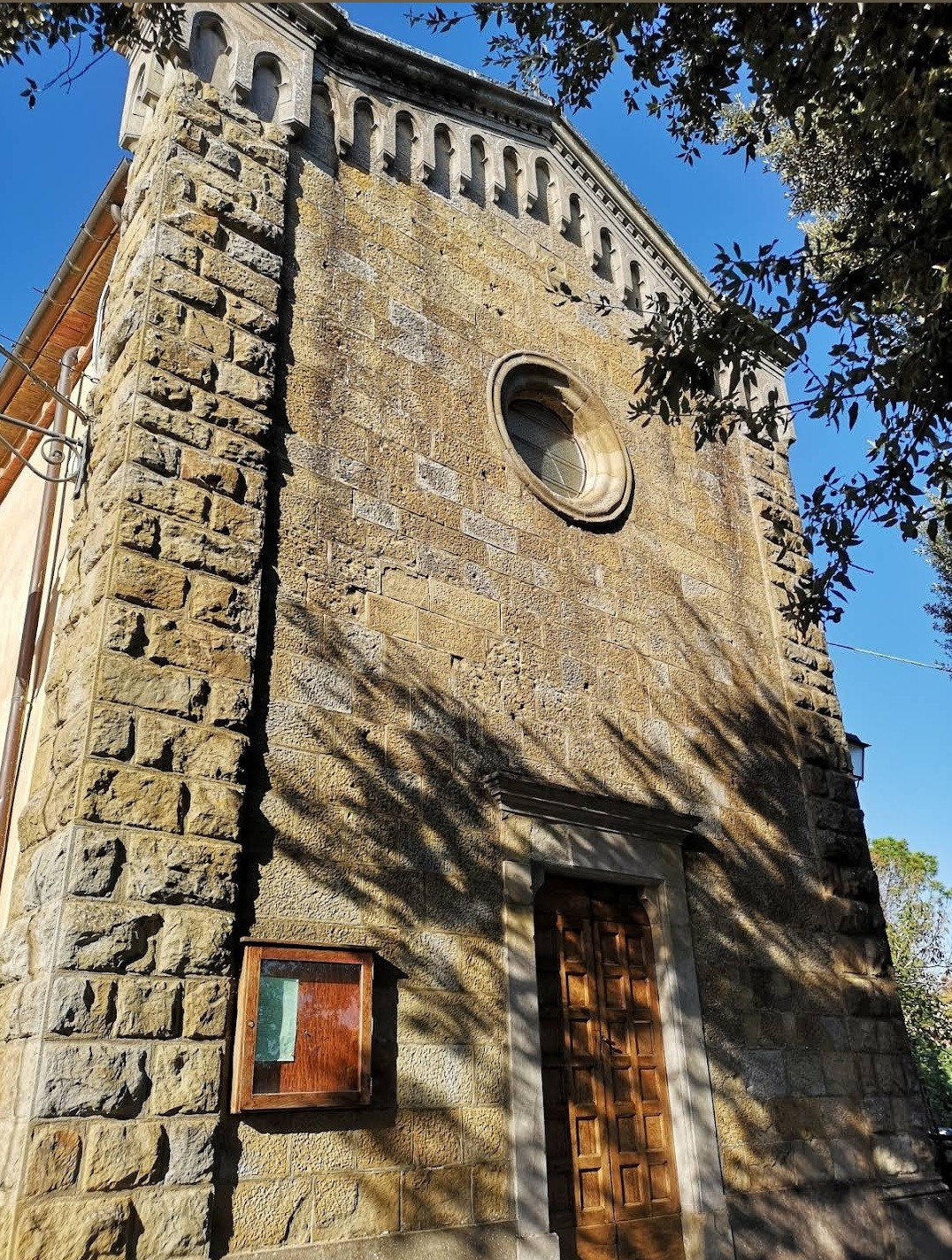
Chiesa dei SS. Giorgio e Luca